# Instituto Abolicionista Animal
O Instituto Abolicionista Animal (IAA) é uma associação civil de direito privado criada para avançar o estudo acadêmico e a difusão científico-educacional do Direito Animal, sediada na cidade de Salvador, estado da Bahia. O IAA contribuiu para a criação do periódico acadêmico Revista Brasileira de Direito Animal e, até hoje, organiza os dois principais eventos científicos de discussão do Direito Animal que são realizados no Brasil: o Congresso Mundial de Bioética e Direito Animal e, também, o Congresso Latino-americano e Brasileiro de Bioética e Direito Animal, eventos que ocorrem bienalmente.
São nesses congressos que são concedidos o Prêmio Tobias Barreto de Direito Animal e o Prêmio Juiz Edmundo Cruz de Bioética.
O IAA conta com acadêmicos, doutores, advogados, biólogos, veterinários, pesquisadores e ativistas, com o objetivo de estudar o direito animal, a aplicabilidade jurídica da filosofia dos direitos animais, além de dar suporte à efetivação do direito animal no Brasil.

## História
O IAA foi fundado em 08 de agosto de 2006 por diversos juristas, tais como Heron Gordilho, Laerte Levai, Luciano Rocha Santana, Edna Cardozo Dias, Vania Tuglio, Vania Rall, Danielle Tetü Rodrigues e Tagore Trajano, além de diversos acadêmicos, como Paula Brügger, e ativistas, como Marly Winkler.
Sobre o episódio, narra Heron Gordilho, na segunda edição de seu livro Abolicionismo Animal, publicada em 2017, que: De fato, no dia 8 de outubro de 2006, durante o I Congresso Vegetariano Brasileiro e Latino-americano, organizado pela Sociedade Vegetariana Brasileira (SVB), foi fundado por alguns dos mais destacados nomes do direito animal no Brasil o Instituto Abolicionista Animal (IAA), associação civil sem fins lucrativos, cujo objetivo principal é fornecer suporte jurídico e filosófico ao movimento abolicionista animal. Durante esse mesmo congresso, foi lançado o primeiro número da Revista Brasileira de Direito Animal, primeiro periódico da América Latina a respeito do tema, realizado em parceria com o Instituto Abolicionista Animal e o Programa de Pós-Graduação em Direito da Faculdade de Direito da Universidade Federal da Bahia.
De acordo com Tagore Trajano, o Instituto Abolicionista Animal teve um "papel decisivo na criação de uma cultura acadêmica em prol dos animais não-humanos. Foi ele o responsável por incrementar o discurso jurídico em favor dos animais e a inserção do tema em programas de pós-graduação em Direito do Brasil".
Além de reunir os teóricos da denominada Escola Baiana de Direito Animal (Heron Gordilho, Tagore Trajano, Luciano Rocha Santana, entre outros), o IAA compreende juristas e pesquisadores nos estudos animalistas de diversas regiões do país, muitos pioneiros da luta pelos direitos animais no Brasil, como os promotores de justiça paulistas Laerte Levai e Vania Tuglio, a advogada mineira Edna Cardozo Dias, a advogada paranaense Danielle Tetü Rodrigues, a advogada gaúcha Fernanda Medeiros, a juíza baiana Ana Conceição Barbuda, o advogado paraibano Francisco Garcia e a bióloga e educadora catarinense Paula Brügger.

## Finalidade e Missão do IAA
De acordo com o seu Estatuto original de 2006, reformado pela primeira vez em 2019, a finalidade do Instituto Abolicionista Animal é defender a libertação dos animais não-humanos de toda forma de exploração ou crueldade praticada por seres humanos, reconhecendo a educação e participação social como direitos do cidadão abolicionista, utilizando-se de todos os meios legais e institucionais admitidos pelo ordenamento jurídico brasileiro.
Já sua missão consiste em abolir todas as formas de escravidão animal, por meio da promoção de estudos acadêmicos envolvendo o direito animal e a filosofia dos direitos animais.

## Eventos acadêmicos promovidos pelo IAA
Os eventos acadêmicos promovidos pelo IAA ocorrem em parceria com a Associação Latino-Americana de Direito Animal (ALDA), com o Programa de Pós-Graduação em Direito da UFBA, com o Programa de Pós-Graduação em Direito da Universidade Católica do Salvador (UCSAL) e a(s) instituição(ões) receptora(s).

### Congresso Mundial de Bioética e Direito Animal (CMBDA)
| Ano  | Sede(s) | Sede(s)                    | Instituição receptora do evento      | Instituição receptora do evento                                                                  | Documentos produzidos                                                                                           | Documentos produzidos                                                                          |
| Ano  | Edição  | Estado e Cidade-sede       | Natureza                             | Nome                                                                                             | Científico-Educacionais                                                                                         | Político-Institucionais                                                                        |
| ---- | ------- | -------------------------- | ------------------------------------ | ------------------------------------------------------------------------------------------------ | --- | ---------------------------------------------------------------------------------------------- |
| 2008 | I       | Bahia, Salvador            | Universidade                         | Universidade Federal da Bahia (UFBA)                                                             | Anais eletrônicos (a ser reunidos em publicação única)                                                          |                                                                                                |
| 2010 | II      | Bahia, Salvador            | Universidade                         | UFBA                                                                                             | Anais eletrônicos (a ser reunidos em publicação única)                                                          |                                                                                                |
| 2012 | III     | Pernambuco, Recife         | Universidade                         | Universidade Federal de Pernambuco (UFPE)                                                        | Anais eletrônicos (a ser reunidos em publicação única)                                                          |                                                                                                |
| 2014 | IV      | Distrito Federal, Brasília | Universidade                         | Centro Universitário do Distrito Federal (UDF)                                                   | Anais eletrônicos (a ser reunidos em publicação única)                                                          | Carta de Brasília e a Ata de Fundação da Associação Latino-Americana de Direito Animal (ALDA). |
| 2016 | V       | Paraná, Curitiba           | Entidade profissional                | Ordem dos Advogados do Brasil, Seção Paraná (OAB-PR)                                             | A valorização do Paradigma Biocêntrico na Esfera do Direito                                                     | Carta de Curitiba                                                                              |
| 2018 | VI      | Paraíba, João Pessoa       | Universidade e Entidade Profissional | Universidade Federal da Paraíba (UFPB) e a Ordem dos Advogados do Brasil, Seção Paraíba (OAB-PB) | O DESPERTAR DA CONSCIÊNCIA: Anais do VI Congresso Mundial de Bioética e Direito Animal (ISBN 978-65-80729-00-5) | Carta de João Pessoa                                                                           |
| 2020 | VII     | Mato Grosso, Cuiabá        | Universidade                         | Universidade Federal de Mato Grosso (UFMT)                                                       | Justiça Ecológica e Solidariedade Interespécies: Anais do Congresso (ISBN 978-65-991777-0-5)                    | ENUNCIADOS do DIREITO ANIMAL BRASILEIRO da I Jornada do IAA no VII CMBDA                       |
| 2022 | VIII    | Rio de Janeiro, Niterói    | Governo                              | Prefeitura Municipal de Niterói                                                                  | a ser publicados                                                                                                | a ser publicizados                                                                             |
| 2024 | IX      | São Paulo, São Paulo       | Governo                              | Ministério Público do Estado de São Paulo                                                        | a ser publicados                                                                                                | a ser publicizados                                                                             |

### Congresso Latino-americano e Brasileiro de Bioética e Direito Animal (CLABBDA)
| Ano  | Sede(s)                                     | Sede(s)                                            | Instituição receptora do evento      | Instituição receptora do evento                                                                |
| Ano  | Edição                                      | Estado e Cidade-sede                               | Natureza                             | Nome                                                                                           |
| ---- | ------------------------------------------- | -------------------------------------------------- | ------------------------------------ | ---------------------------------------------------------------------------------------------- |
| 2011 | I (Brasileiro) com inserção internacional   | Paraná, Curitiba                                   | Entidade profissional                | Ordem dos Advogados do Brasil, Seção Paraná (OAB-PR)                                           |
| 2013 | II (Brasileiro) com inserção internacional  | Rio Grande do Sul, Porto Alegre                    | Universidade                         | Pontifícia Universidade Católica do Rio Grande do Sul (PUC-RS)                                 |
| 2015 | III (Brasileiro) com inserção internacional | Rio de Janeiro, Niterói                            | Universidade                         | Universidade Federal Fluminense (UFF)                                                          |
| 2017 | IV (Brasileiro) e I (Latino-Americano)      | Minas Gerais, Belo Horizonte                       | Entidade profissional e Universidade | Ordem dos Advogados do Brasil, Seção Minas Gerais (OAB-MG) e Escola Superior Dom Helder Câmara |
| 2019 | V (Brasileiro) e II (Latino-Americano)      | Sergipe, São Cristóvão                             | Universidade                         | Universidade Federal de Sergipe (UFS)                                                          |
| 2021 | VI (Brasileiro) e III (Latino-Americano)    | Amazonas, Manaus                                   | Universidade                         | Universidade do Estado do Amazonas (UEA)                                                       |
| 2023 | VI (Brasileiro) e IV (Latino-Americano)     | São Paulo, São Paulo                               | Governo                              | MP-SP                                                                                          |
| 2025 | VII (Brasileiro) e V (Latino-Americano)     | Rio Grande do Sul, Santa Maria (Rio Grande do Sul) | Universidade                         | Universidade Federal de Santa Maria (UFSM)                                                     |

## Premiações em concursos de artigos pelo IAA

### Prêmio Tobias Barreto de Direito Animal
O Prêmio Tobias Barreto de Direito Animal foi criado em 2019 pelo IAA com o objetivo de promover o desenvolvimento dos estudos em direito animal, tanto em uma perspectiva dogmática, quanto zetética, por meio do estímulo à produção de artigos acadêmicos de excelência científica que contribuam para o desenvolvimento da reflexão sobre o tema.
O escolhido para o tema foi o filósofo e jurista sergipano Tobias Barreto de Menezes, professor da histórica Faculdade de Direito do Recife (atual Faculdade de Direito da Universidade Federal de Pernambuco), sendo um dos principais nomes da Escola do Recife, e um dos primeiros divulgadores do pensamento de Charles Darwin, autor da teoria da Evolução, e de Ernest Haeckel, criador da Ecologia, no Brasil. Tais correntes da Biologia contribuíram fortemente no campo da Filosofia das Ciências para que o antropocentrismo começasse a ser questionado, abrindo caminho para as contemporâneas correntes que norteiam o Direito Animal.
O vencedor da primeira edição do Prêmio Tobias Barreto foi o filósofo Rafael Rodrigues Pereira, Professor Doutor da Faculdade de Filosofia da Universidade Federal de Goiás (UFG), que obteve a primeira colocação no concurso de artigos promovido em 2019 pelo IAA com o artigo "O trilema do psicocentrismo na proteção aos animais".

### Prêmio Juiz Edmundo Cruz de Bioética
O Prêmio Juiz Edmundo Cruz de Bioética foi criado em 2020 pelo IAA com o objetivo de promover o desenvolvimento dos estudos em bioética e biodireito, tanto em uma perspectiva dogmática, quanto zetética, por meio do estímulo à produção de artigos acadêmicos de excelência científica que contribuam para o desenvolvimento da reflexão sobre o tema.
O escolhido para o tema foi o magistrado baiano Edmundo Lúcio da Cruz, juiz de direito do Tribunal de Justiça do Estado da Bahia que exercia a magistratura na 9ª Vara Criminal da Comarca de Salvador no ano de 2005, quando houve a impetração por promotores de justiça, professores universitários, estudantes de direito e ativistas pelos direitos animais de um habeas corpus em favor da chimpanzé Suíça, tendo o referido magistrado aceitado de maneira inédita o referido habeas corpus, reconhecendo a capacidade processual da chimpanzé Suíça, o que, consequentemente, implicou no reconhecimento de que ela seria portadora da condição de sujeito de direitos, decisão inédita em todo o Mundo.
A despeito dessa decisão judicial ter se dado apenas no âmbito da técnica processual, visto que a chimpanzé faleceu em circunstâncias misteriosas no Zoológico de Salvador, poucos dias após o Governo do Estado da Bahia ter recebido a determinação do juiz para apresentar informações sobre a situação de Suíça, o que impediu o conhecimento da decisão no âmbito do direito material em razão da perda do objeto, esta decisão do Juiz Edmundo Cruz abriu caminhos para os futuros debates que desembocaram nas contemporâneas correntes que norteiam a Macrobioética e o próprio Direito Animal, tendo o jurista Heron Gordilho, a partir desse julgado inovador, concebido a sua Teoria Brasileira do Habeas Corpus para Grandes Primatas. Sobre essa teoria, afirmam Heron Gordilho e Tagore Trajano que: "Como vimos, a teoria brasileira do Habeas Corpus para os grandes primatas utiliza os avanços científicos que comprovam que os grandes primatas são espécies que integram o mesmo gênero da humanidade para reivindicar a inclusão destas criaturas na comunidade jurídica. (...) Assim como a extensão do direito aos grandes primatas não significa um descaso em relação aos humanos, ela também não significa uma omissão em relação às demais espécies, podendo, muito pelo contrário, abrir as portas para uma mudança jurídica nos leva á abolição da exploração institucionalizada dos animais." .

### Premio Alfredo González Prada de Bioética y Derecho Animal
O Premio Alfredo González Prada de Bioética y Derecho Animal foi criado em 2020 pelo IAA com o objetivo de premiar trabalho em língua espanhola no âmbito da macrobioética e do direito animal, por meio do estímulo à produção de artigos acadêmicos de excelência científica que contribuam para o desenvolvimento da reflexão sobre o tema. Ele homenageia o jurista peruano Alfredo González Prada, o primeiro teórico do continente americano a defender uma tese de doutorado sobre direito dos animais.

## Relação de Presidentes do IAA
| Presidente                     | Titulação                                                                      | Vice-presidente         | Período   |
| ------------------------------ | ------------------------------------------------------------------------------ | ----------------------- | --------- |
| Heron Gordilho                 | Doutor em Direito pela Universidade Federal de Pernambuco                      | Laerte Levai            | 2006-2010 |
| Tagore Trajano                 | Doutor em Direito pela Universidade Federal da Bahia                           | Danielle Tetü Rodrigues | 2010-2014 |
| Danielle Tetü Rodrigues        | Doutora em Meio Ambiente e Desenvolvimento pela Universidade Federal do Paraná | Luciano Rocha Santana   | 2014-2016 |
| Edna Cardozo Dias              | Doutora em Direito pela Universidade Federal de Minas Gerais                   | Vania Rall              | 2016-2018 |
| Luciano Rocha Santana          | Doutor em Filosofia Moral pela Universidade de Salamanca                       | Vania Tuglio            | 2018-2020 |
| Luciano Rocha Santana          | Doutor em Filosofia Moral pela Universidade de Salamanca                       | Vania Tuglio            | 2020-2022 |
| Vania Tuglio                   | Mestre em Direito Animal pela Universidade Autônoma de Barcelona               | Marcelo Pereira         | 2022-2024 |
| Nina Trícia Disconzi Rodrigues | Doutora em Direito do Estado pela Universidade de São Paulo                    | Thiago Pires Oliveira   | 2024-     |

### Livros e obras monográficas que abordam o IAA
1. GORDILHO, Heron José de Santana.Abolicionismo animal: habeas corpus para grandes primatas. 2. ed. Salvador: EDUFBA, 2017.
2. SILVA, Tagore Trajano de Almeida. Direito animal e ensino jurídico: formação e autonomia de um saber pós-humanista. Salvador: Evolução, 2014.
3. VILELA, Diego Breno Leal. Ativismo Vegano em Natal: uma etnografia de mobilização política, alimentação ética e identidades. Dissertação (Mestrado em Antropologia Social) - Centro de Ciências Humanas, Letras e Artes, Universidade Federal do Rio Grande do Norte, Natal, 2013.

### Artigos científicos e capítulos de livros que abordam o IAA
1. ATAÍDE JUNIOR, Vicente de Paula. Introdução ao direito animal brasileiro. Revista Brasileira de Direito Animal, Salvador, v. 13, n. 3, p. 48-76, Set./Dez. 2018.
2. DIAS, Edna Cardozo. A evolução dos direitos dos animais na doutrina e na legislação brasileira. Revista Jurídica Luso-Brasileira, Lisboa, a. 3, n. 6, 2017.
3. GORDILHO, Heron José de Santana; SILVA, Tagore Trajano de Almeida. Habeas Corpus Para os Grandes Primatas. Revista do Instituto do Direito Brasileiro, Lisboa, a. 1, n. 4, 2012.
4. SILVA, Tagore Trajano de Almeida. O ensino do direito animal: um panorama global. Revista de Direito Brasileira, a. 3, v. 6, 2013.